# Chưởng doanh
Chưởng doanh (chữ Hán: 掌營, tiếng Anh: Encampment Commandant), thường được biết với các chức Thống chế, Đề đốc, Chưởng vệ, là một chức quan võ được đặt ra vào thời Nguyễn.  Chưởng doanh là cấp bậc chỉ huy doanh tức cấp quân đoàn cao nhất và là chức võ quan cao thứ 2 trật Chánh nhị phẩm, sau Ngũ quân Đô thống thời Nguyễn.  Trái lại, thời chúa Nguyễn, Chưởng dinh (chữ Hán: 掌營 - tiếng Anh: Area Command Commandant) là chức võ quan cao nhất thời bấy giờ, chịu sự điều hành trực tiếp từ chúa.
Là chức quan võ cao thứ 2 tại triều đình và nắm giữ binh quyền một doanh thời Nguyễn, chức Chưởng doanh tương tự chức Chưởng cơ thời chúa Nguyễn hoặc chức Đại tướng (tiếng Anh: full General) tại Tây phương thời nay.

## Lịch sử
Thời Nguyễn, quân cơ được phiên chế theo thứ tự: doanh, liên cơ, cơ, đội / thập / ngũ thuyền.  Chưởng doanh đứng đầu quân đoàn danh, khoảng từ 2 ngàn đến 5 ngàn quân và chịu sự điều hành của Ngũ quân Đô thống, tức chức võ quan cao nhất bổ cho năm vị chỉ huy theo 5 đạo quân, gồm trung quân, tả quân, hữu quân, tiền quân, và hậu quân. Dưới Chưởng doanh là các Chưởng cơ thời Gia Long, Minh Mạng, Thiệu Trị, hoặc Lãnh binh thời Tự Đức về sau.

## Lưu ý
- Thời chúa Nguyễn, 營 được đọc là dinh vì thời này, mỗi dinh hành chính (ví dụ dinh Lưu Đồn) lại có một quân đoàn là dinh kèm theo, nên chức thường được đọc hoặc viết là Chưởng dinh[cần dẫn nguồn].  Thời Nguyễn, theo Từ điển Chức Quan Việt Nam[1], 營 đọc là doanh tức đơn vị lớn của quân đội nhà Nguyễn do Thống suất Chưởng doanh trật Chánh nhị phẩm chỉ huy.[2]   Vì vậy, dù trong chữ Hán vẫn dùng chung từ 營, nhưng chức và tên gọi Chưởng dinh hoặc Chưởng doanh cần được đọc và viết khác nhau trong chữ Việt tùy từng thời điểm.
- Thời chúa Nguyễn, Chưởng dinh là chức võ quan cao nhất.  Thời Nguyễn, Chưởng doanh là chức võ quan cao thứ 2, sau Ngũ quân Đô thống.
- Chức Chưởng doanh thuần túy là chức võ quan trực thuộc triều đình.